# Григор Бояджиев
 Тази статия е за беличанина, деец на ВМОК.  За царевоселеца политик и общественик вижте Григор Бояджийски.  
Григор Бояджиев е български революционер, деец на Върховния македоно-одрински комитет.

## Биография
Бояджиев е роден през 1870 година в разложкото село Белица, тогава в Османската империя. Занаятчия и изкусен дърворезбар. Присъединява се към Върховния комитет и участва в Горноджумайското въстание от септември 1902 година. След потушаването на Илинденско-Преображенското въстание в 1903 година и опожаряването на Белица е арестуван от турската власт. Осъден е от Солунски съд на доживотна каторга в Адана, Мала Азия, днес Турция, но е амнистиран след Младотурската революция в 1908 година.
След 1908 година е сподвижник на Яне Сандански в Разложко. През 1910 година емигрира в САЩ и работи в мините на Минесота. През 1912 година се завръща и е доброволец в Македоно-одринското опълчение през Балканската война. Получава поборническа пенсия. През периода 1949 — 1953 година е изселен от комунистическата власт първо в Сомовит, а след това в село Енина, Казанлъшко. Умира в Белица през 1956 година.